# Mathieu Lippé
 (juillet 2024).
Pour les articles homonymes, voir Lippé.
Mathieu Lippé, né à La Pocatière le 10 janvier 1977, est un artiste-entrepreneur-formateur qui évolue dans le milieu des arts de la parole et du développement de la personne en tant que poète, slameur, auteur, compositeur, et musicien québécois.

## Voie Artistique
Natif du Kamouraska, Mathieu Lippé commence son chemin artistique à l'adolescence par le théâtre, grâce auquel il voyagera en France pour un Festival à Saint-Jean-de-Luz en 1992. C'est à cette époque qu"il commence à écrire et à composer des chansons dès l'âge de 13 ans. Déjà grand voyageur, il est influencé par la culture européenne qu'il mélange avec sa culture québécoise. Après l'obtention d'un diplôme d'étude collégial en Lettre et langues au Cégep de La Pocatière, il poursuit des études pour un baccalauréat en études françaises de l'Université de Sherbrooke, lequel inclut une majeure en littérature et un certificat en musique,. Dans la même époque, il fait la rencontre d'un maître de chant carnatique Subba Narasiah avec lequel il étudie la musique classique carnatique de l'Inde du sud pendant dix années.
C'est en 2001, à Sherbrooke, qu'il commence sa carrière d'artiste professionnel notamment à travers le Festival de contes Les Jours sont contés en Estrie. Il fait ses premiers spectacles solo où il mélange « contes, poésies et chansons», et humour.
Artiste exploratoire, il crée avec des amis d'université un spectacle unique alliant conte et jazz, "L'important c'est ça qui conte. Ce spectacle le démarque et l'amène à se produire au Festival Jazz sous les Pommiers à Coutance France. Dès lors, il se met à présenter ses spectacles au Québec, au Canada, en France, en Belgique, en Suisse, en Roumanie, en Pologne, en Lituanie, au Liban et en Inde,. Son spectacle Voyageuse parole, qui comprend poésie, conte, slam et chanson, est aussi agrémenté de quelques instruments de musique, rappelant les souvenirs de voyage de l’artiste.
Entre 2002 et 2009, l'artiste de la parole multiplie les tournée en France qui devient un peu comme son deuxième pays. Il conte dans de nombreux festival au côté d'artistes tels que Michel Faubert, Jocelyn Bérubé, Jean-Marc Massie, Michel Hindenoch, Renée Robitaille, Michèle Nguyen, et se lie d'amitié avec le conteur libanais Jihad Darwiche.
Mathieu Lippé multiplie les conférences, cours, ateliers et retraites, en plus d'avoir une plateforme de cours d'écriture créative en ligne. Il s'implique également auprès de la Cantine Motivée, un projet qui invite un professionnel du conte à tous les mois afin de rassembler et partager des connaissances.
En 2007, il s'installe à Montréal afin de se consacrer au slam. Il se produit aux côtés d'Ivy, Queen K, Amélie Prévost et David Goudreault. La même année, il sort son premier album Là où le cœur nous mène, qui est autoproduit et indépendant.
En 2008, il remporte la première place au Grand Slam National du Québec. L'année suivante, il termine deuxième à la Coupe du monde de poésie, à Paris, en plus de remporter la médaille d'or aux Jeux de la Francophonie dans la catégorie conte.
En 2012, il est maître de cérémonie au premier forum mondial de la langue française, à Québec. C'est aussi en 2012 qu'il remporte la grande finale du FestivalInternational de la chanson de Granby. La même année il remporte le prix Dédé Fortin.
À la suite de cette victoire l'auteur-compositeur-interprète, sort, en 2013, son deuxième album Le voyage, qui « le consacre comme parolier et poète ». Il est invité à Paris par Anne Sylvestre qui l'avait découvert au Festival de la chanson de Tadoussac. En 2014, il assure les première partie de Francis Cabrel. Ensuite, il effectue les première partie de Loco Locass, Ima et Brigitte Boisjoli. Par ailleurs, il devient parolier, entre autres, pour Fred Pellerin, Ima, Brigitte Boisjoli, Ariane Brunet (LISLE), Amylie Céleste Lévis, Éli Rose, Stéphanie Bédard.
En 2015, il repart sur les routes de France en tant que récipiendaire du prix Lynda Lemay.
C'est en 2017 qu'il sort son troisième album de chansons pop-folk-électro Les Amants de l'Aube. Un disque qui lui vaut plusieurs succès radio. Il est aussi le parrain d'honneur du Festival de la chanson Sémaphore en chanson en Auvergne, France.
En 2019, il s'engage dans différents projets auprès de Québec Volontaire, un programme qui « vise à favoriser l’engagement citoyen des jeunes du Québec de 18 à 29 ans ». La défense de la langue française étant un enjeu important pour lui, il s'implique dans le concours « Slam tes accents » organisé par le Centre de la Francophonie des Amériques. La même année il est à nouveau le parrain d'honneur au festival du Sémaphore en chanson.
En 2020, il s'installe à Val-David dans les Laurentides.
Il met en place une série de formation en ligne d'écriture créative, de slam, de chanson sous le projet Libère ta parole. Avec laquelle il contribue à démocratiser les arts de la parole. Cela aussi à travers des retraite de yoga et d'écriture : Vivre Inspiré.
En 2023, il reprend la route en présentant des spectacles au Mexique et durant une tournée en Italie invité par la Délégation du Québec à Rome. Cette tournée qui le mène de Turin, à Florence, à Rome, à Napoli le consacre comme conférencier dans les universités comme maître inspirant du langage poétique.
En 2024, il est invité à L'Estival en France et prépare les sorties de ses prochaines chansons.
Au cours de sa carrière, il participe à de nombreux événements et projets, comme au Festival interculturel du conte du Québec (FICQ), à la Maison de la littérature ou au projet Émergences, « une compilation annuelle de chansons proposées par des auteurs-compositeurs-interprètes de la relève ».

## Œuvres

### Disques
- Là où le cœur me mène, Montréal, 2007.
- Rêver Grand, EP, 2009
- Le voyage, [enregistrement sonore], Tandem.mu : Distribution Select, Montréal, 2013.

- Les amants de l'aube, [enregistrement sonore], Martin Leclerc Productions, Montréal, 2017.

### Collaborations
- Marie-France Bancel, Yvan Bienvenue, Dany L Boucher, Nathalie Derome, Simon Gauthier, Mathieu Lippé, Jean-Marc Massie, Éric Michaud, Franck Sylvestre, Arleen Thibault et al., Narrateurs atypiques pour un siècle hystérique, Montréal, Planète rebelle, 2011 (ISBN 9782923735207 et 292373520X)

## Prix et honneurs
- 2008 : première place du Grand Slam National du Québec[3]
- 2009 : lauréat de la médaille d'or aux Jeux de la Francophonie, catégorie conte, au Liban[1],[21]
- 2009 : lauréat du prix de l’Association internationale des maires francophones (AIMF)[22]
- 2009 : seconde place à la Coupe du monde de poésie à Paris[1]
- 2011 : lauréat du Prix de la Chanson de Granby[9]

- 2012 : Prix Dédé Fortin[7]
- 2014 : Prix Lynda Lemay